# FAIL SAFE 未知への飛行
『FAIL SAFE 未知への飛行』（フェイル・セイフ みちへのひこう、原題：Fail Safe）は、2000年制作のアメリカ合衆国のスリラー映画。
1964年の映画『未知への飛行』をテレビ映画にリメイクし、2000年4月9日にCBSテレビで生放送された。スティーヴン・フリアーズ監督、ジョージ・クルーニー主演兼製作総指揮。
第52回プライムタイム・エミー賞で5部門にノミネートされ、照明賞とリミテッドシリーズ/テレビ映画技術監督/カメラワーク/ビデオ撮影部門の2部門を受賞した。

## キャスト
※括弧内は日本語吹替。
- ジャック・グレイディ中佐：ジョージ・クルーニー（小山力也）
- バック：ノア・ワイリー（平田広明）
- 大統領：リチャード・ドレイファス（樋浦勉）
- グロテシェール教授：ハンク・アザリア（小山武宏）
- ボーガン大将：ブライアン・デネヒー（小林清志）
- ブラック准将：ハーヴェイ・カイテル（坂口芳貞）
- ジミー・ピアース中尉：ドン・チードル（大川透）
- ゴードン・ナップ：ジェームズ・クロムウェル（小島敏彦）
- ラスコブ下院議員：サム・エリオット（麦人）
- カッシオ大佐：ジョン・ディール（巻島康一）
- スウェンソン国防長官：ノーマン・ロイド（村松康雄）
- スターク将軍：ビル・スミトロヴィッチ（池田勝）
- ドリス・ベラック
- グラント・ヘスロヴ
- トミー・ヒンクリー
- トム・マシューズ
- シンシア・エッティンガー
- ウォルター・クロンカイト

## 関連作品
- 未知への飛行
- 博士の異常な愛情 または私は如何にして心配するのを止めて水爆を愛するようになったか